# Sebastiscus tertius
Sebastiscus tertius är en fiskart som först beskrevs av Vladimir V. Barsukov och Chen, 1978.  Sebastiscus tertius ingår i släktet Sebastiscus och familjen kungsfiskar. Inga underarter finns listade i Catalogue of Life.